# Ryūnosuke Kamiki

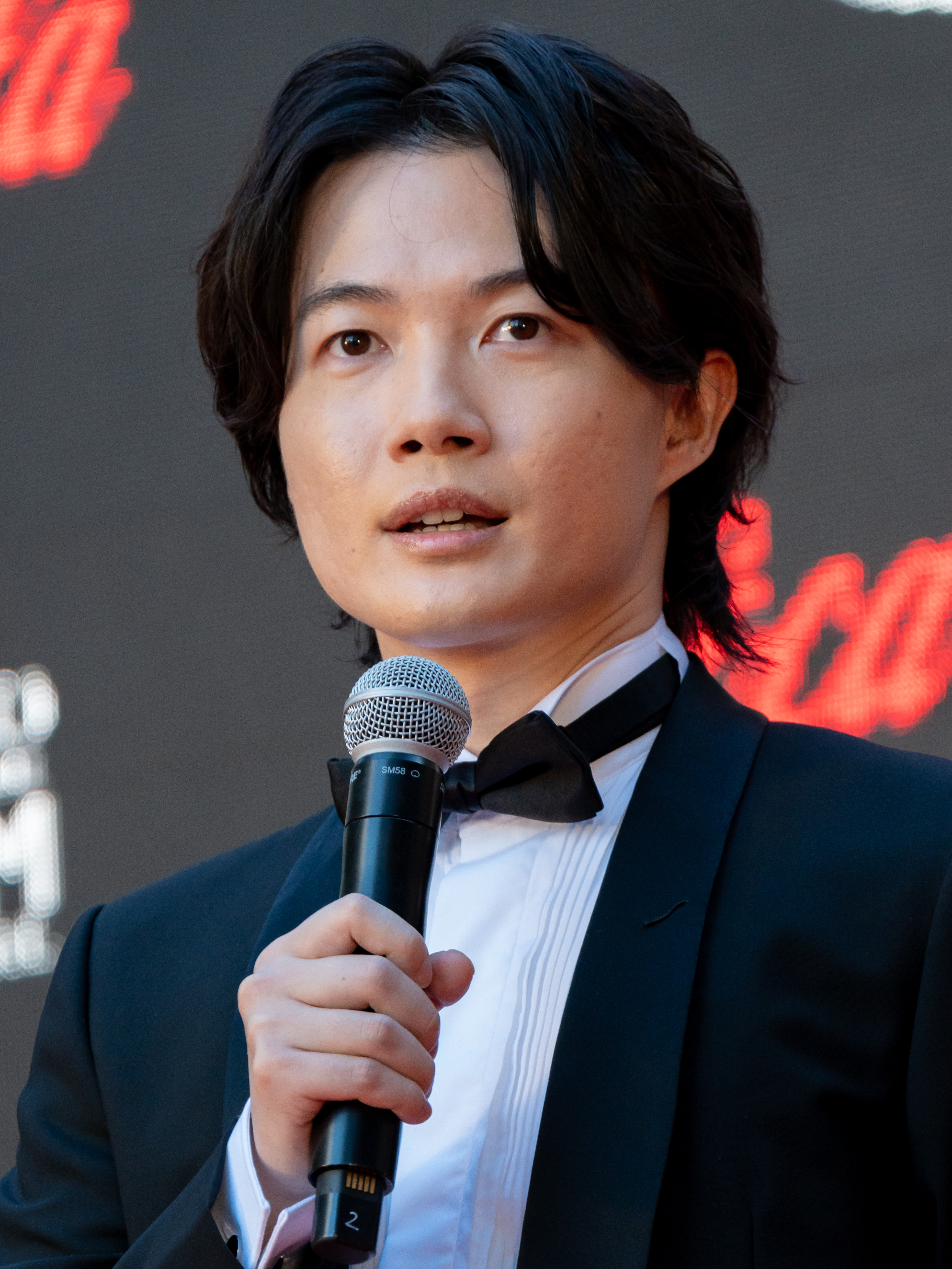
Ryūnosuke Kamiki (2023)

Ryūnosuke Kamiki (japanisch 神木 隆之介 Kamiki Ryūnosuke, * 19. Mai 1993 in der Präfektur Saitama) ist ein japanischer Schauspieler.

## Leben und Karriere
Seine Karriere als Kinderschauspieler begann, als er in die Talentagentur der Central Group eintrat. Im Alter von zwei Jahren stand er für eine Werbung für eine Spielzeugkiste vor der Kamera. Sein Fernsehdebüt gab er 1999, als er die Hauptrolle in dem Drama Good News spielte. 2001 wurde er von Hayao Miyazaki entdeckt und übernahm Rollen in vielen Studio-Ghibli-Filmen, darunter Das wandelnde Schloss. 2004 drehte er den Film Otosan no Backdrop, für den er einen ersten Preis gewann. 2023 war er in Godzilla Minus One zu sehen.
Im Jahr 2015 schrieb Kamiki das Buch Master’s Cafe: The Fulfillment of Masters’ Dreams. 2019 gab er sein Bühnendebüt mit dem Stück Beautiful – The Woman Who Met with God unter der Regie und dem Drehbuch von Suzuki Matsuo. Des Weiteren ist er Betreiber eines YouTube-Kanals. 2020 begann Kamiki mit der Erstellung seines eigenen Jahreskalenders.
Am 16. März 2021 verließ Kamiki Amuse und schloss sich Co-LaVo an.